# Ladelund Sogn
Ladelund Sogn (på tysk Kirchspiel Ladelund) er et sogn i det nordlige Sydslesvig, tidligere i Kær Herred (Tønder Amt), nu kommunerne Bramstedlund, Ladelund og Vestre i Nordfrislands Kreds i delstaten Slesvig-Holsten. 
I Ladelund Sogn findes flg. stednavne:
- Adele (Adewatt(hof))
- Bramsted (Bramdstedt)
- Bramstedlund (Bramdstedtlund)
- Bramstedhøj
- Boversted (Boverstedt)
- Bækhus
- Bærbækgaard eller Himmerig
- Hedegaard
- Helved
- Klint
- Kongsager (Königsacker)
- Kovang
- Ladelund
- Ladelund Bjerg
- Ladelund Mølle
- Langvad
- Nyhus (Neuhaus)
- Sleteng
- Snabe
- Speg
- Tykke
- Vestre (på dansk også Væstre[1], Westre)